# Zoo de la Bourbansais
 (novembre 2022).

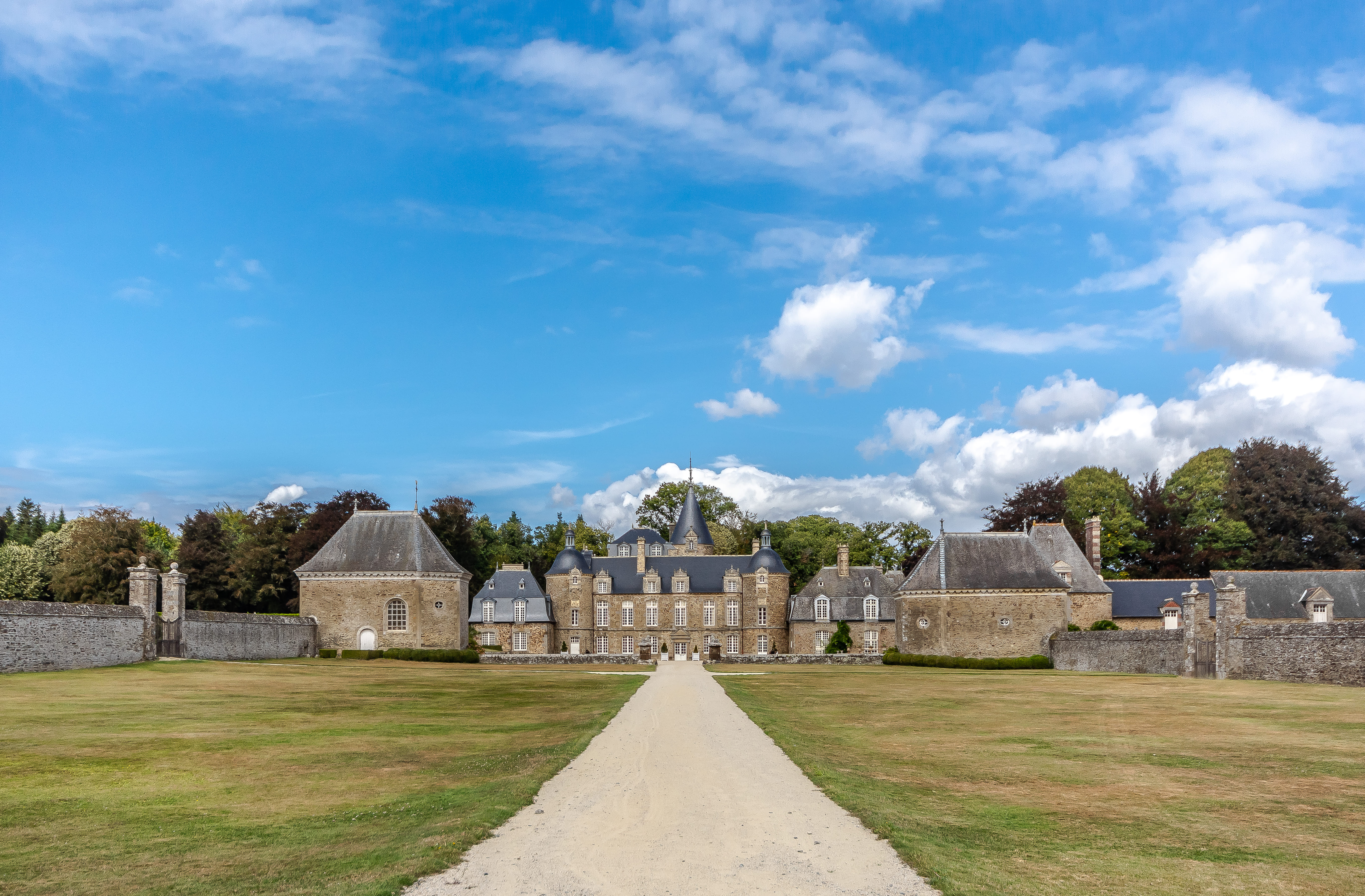

Le zoo du château de la Bourbansais est un parc zoologique français situé en Ille-et-Vilaine, à Pleugueneuc.
Présentant plus de 500 animaux sur 10 ha, il participe à 21 programmes européens d'élevage. Le zoo est membre de l'Association européenne des zoos et aquariums (EAZA) et de l'Association nationale des parcs zoologiques (ANPZ), ainsi que du Syndicat national des espaces de loisirs, d'attractions et culturels (SNELAC)[réf. souhaitée].
Fondé en 1965 par Régis de Lorgeril et Josette Barbezat, le parc s'inscrit dans le cadre du château de la Bourbansais.

## Historique
Bien que l'idée d'ouvrir le premier parc zoologique de Bretagne ait germé deux ans plus tôt, ce n'est qu'en 1965 — après une phase d'investissements et de travaux — que le parc animalier ouvre ses portes[réf. nécessaire]. En 1980, à l'occasion de l'année du patrimoine, les parents de l'actuel propriétaire ouvrirent à la visite une partie du château ainsi que ses jardins à la française[réf. nécessaire].
En 1991, le petit-fils des fondateurs du parc zoologique, Olivier de Lorgeril, reprend la gestion du Domaine de la Bourbansais. Il est membre d'une famille subsistante de la noblesse française et le titre nobiliaire qu’il porte est celui de "comte",. Il s'installe au château avec sa famille et entreprend de dynamiser les activités touristiques autour du zoo, du château et de ses vastes jardins. Cette nouvelle dynamique doit permettre, entre autres, la restauration du château.
En 1998, le zoo devient membre de l'Association européenne des zoos et des aquariums (EAZA). Cela permet l'arrivée de deux nouvelles espèces en EEP : les girafes et les tigres de Sibérie.
En 1999, les lémuriens et les loups bénéficient de nouveaux aménagements. La même année, le spectacle de meute est créé.
En 2000, un couple de lions arrive au zoo. Ce couple donnera plusieurs fois naissance à des lionceaux.
En 2001, la forêt des cervidés permet la cohabitation de cerfs et de daims.
En 2002, le spectacle de fauconnerie en vol libre est créé.
En 2003, le zoo accueille les colobes et des saïmiris. Les diverses colonies de singes habitent sur des îles arborées.
En 2005, une nouvelle espèce en EEP est accueillie : les géladas. C'est aussi l'année de naissance d'un petit girafon et de jumeaux makis cattas.
En 2006, les coatis à nez blanc et les singes tamarins deviennent les nouveaux pensionnaires du zoo.
En 2007, les aras deviennent le 11e EEP du zoo.
En 2008, le zoo s'ouvre aux capucins.
En 2009, des tamanoirs font partie du zoo.

## Protection des espèces

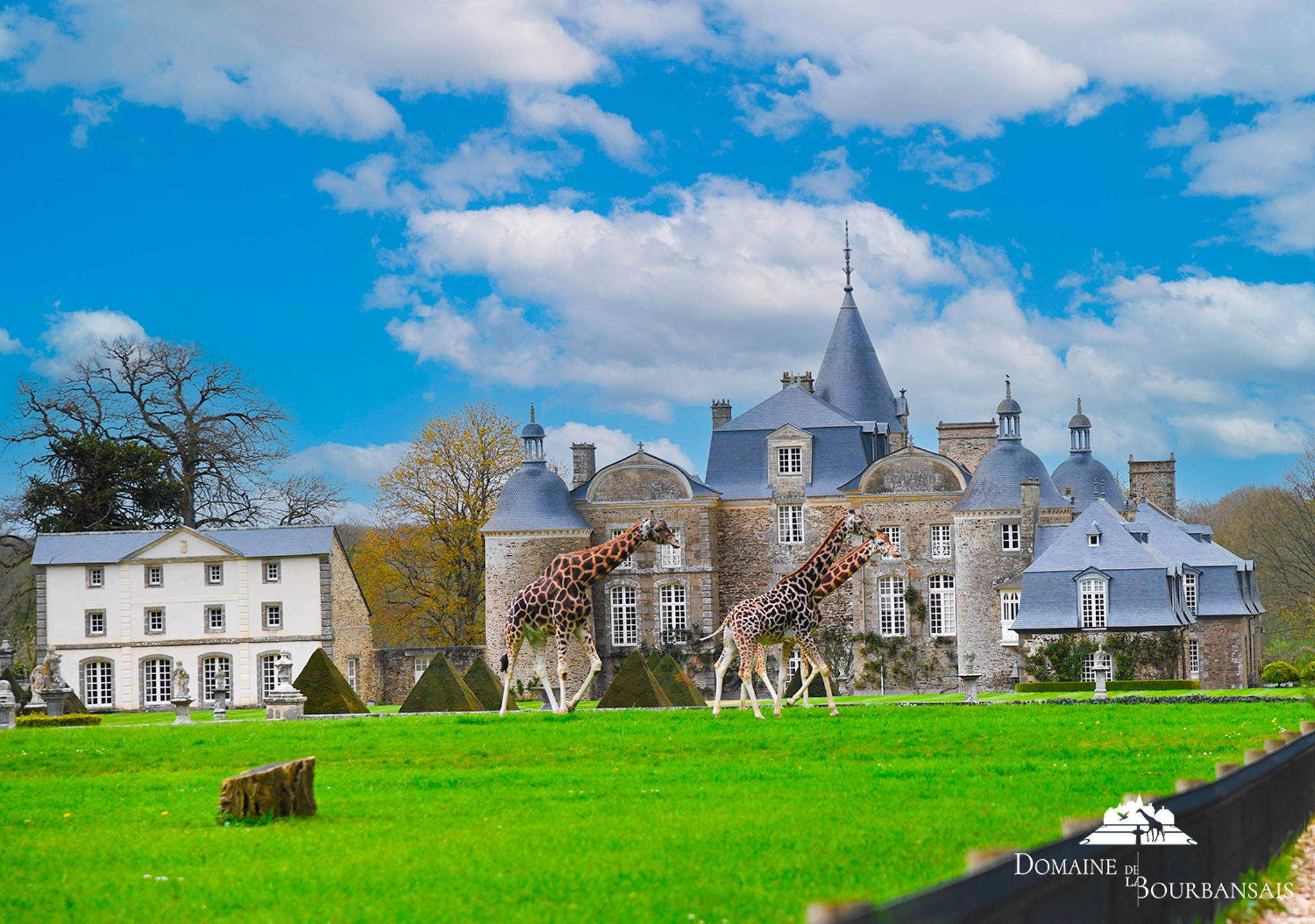
Les girafes déambulants devant les jardins et le château de la Bourbansais

Le zoo est membre de l'EAZA et de l'Association nationale des parcs zoologiques. Il participe à 21 programmes d'élevages européens (EEP)[réf. nécessaire] concernant :
- les girafes ;
- les cercopithèques dianes ;
- les tamarins ;
- les géladas ;
- les tigres de Sibérie ;
- les makis cattas ;
- les varis roux ;
- les saïmiris ;
- les atèles ;
- les gibbons ;
- les aras
- le vison d'Europe
- le guépard
- l'oryx
- la panthère nébuleuse

## Visite du parc zoologique

### Spectacles

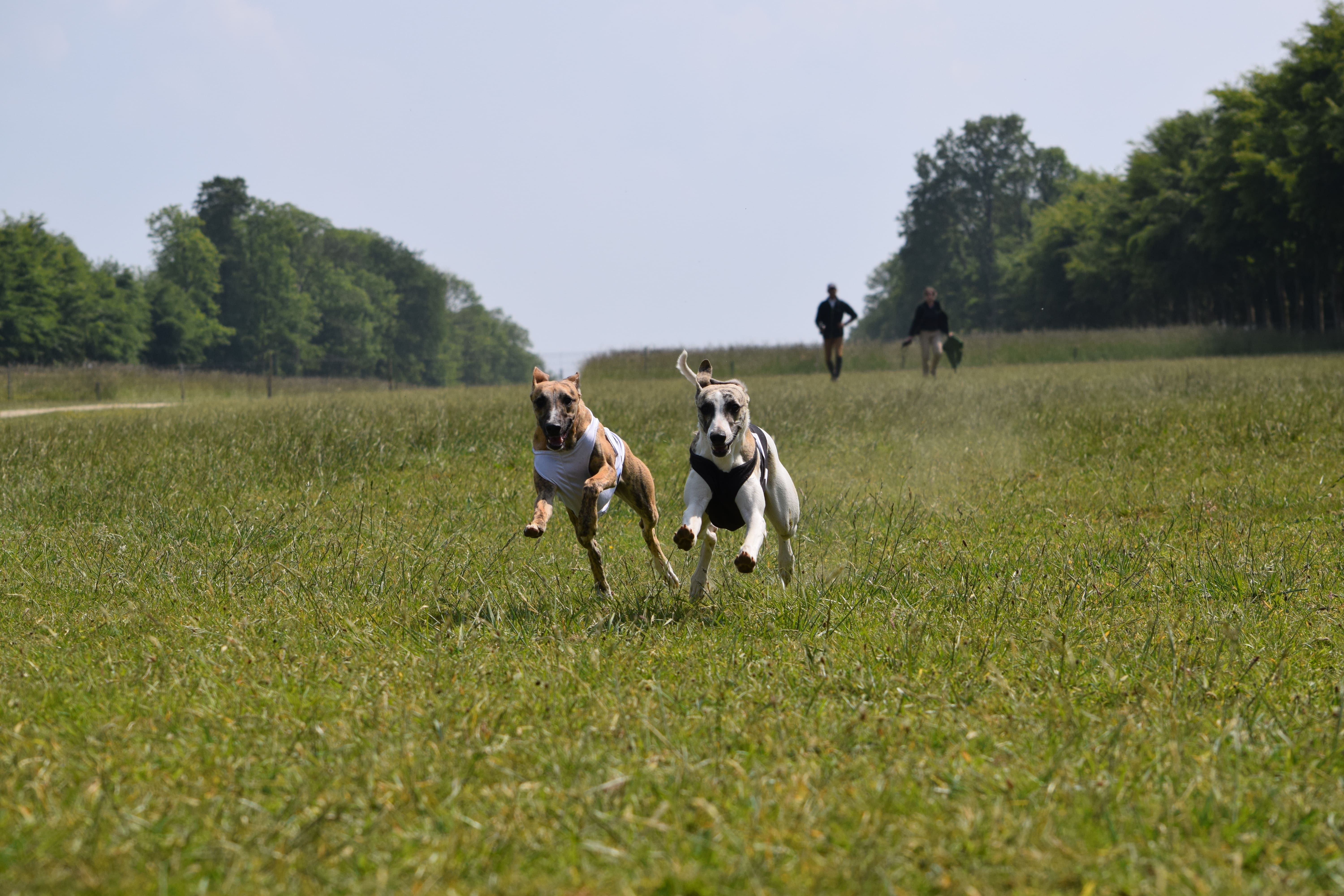
Spectacle "des Chiens & des Hommes"

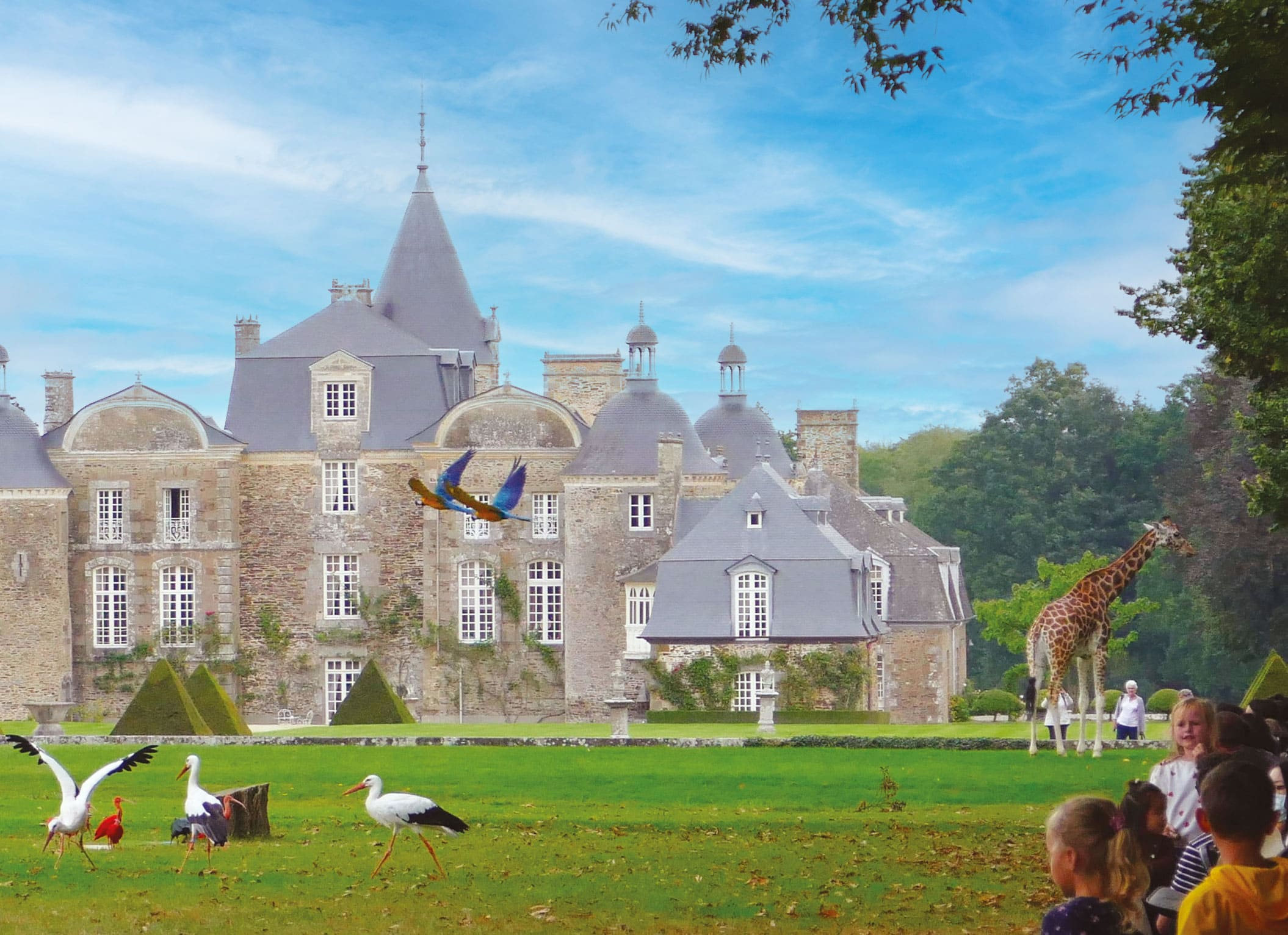
Spectacle "Le Tour du monde en 80 oiseaux"

Les spectacles sont un lien entre la visite du château et la visite du zoo. Ils permettent de faire un pont entre le côté patrimonial du château et le côté environnemental du parc zoologique[réf. à confirmer].

### Visite du château
La visite du château est ouverte moyennant un supplément.